# دانيلو أليساندرو
دانيلو أليساندرو (بالإيطالية: Danilo Alessandro)‏ (3 أغسطس 1988 في إيطاليا - ) هو لاعب كرة قدم إيطالي في مركز الهجوم. لعب مع نادي تشيزينا ونادي فوغيريزي 1919 ‏ ونادي تارانتو 1927 ونادي غروسيتو وReal Vicenza VS ‏.

## وصلات خارجية
- دانيلو أليساندرو على موقع قاعدة بيانات كرة القدم.إي يو (الإنجليزية)
- دانيلو أليساندرو على موقع Soccerway.com (الإنجليزية)